# Сатлыган
Сатлыган (тат. Сатлыган) — деревня в Рыбно-Слободском районе Республики Татарстан, в составе Кутлу-Букашского сельского поселения.

## География
Деревня находится на реке Шумбут, в 46 км к северо-востоку от районного центра, посёлка городского типа Рыбная Слобода.

## История
Первоисточники упоминают о селении Починок Шигазды или Салтыгановы Челны с 1680 года.
В сословном плане, в XVIII веке и вплоть до 1860-х годов, жителей деревни причисляли к государственным крестьянам.
Число жителей деревни увеличивалось с 20 душ мужского пола в 1782 году до 321 человека в 1920 году. В последующие годы численность населения деревни постепенно уменьшалась и в 2020 году составила 43 человека. 
По сведениям из первоисточников, мечеть существовала в деревне в начале XX столетия.
Административно, до 1920 года деревня относилась к Лаишевскому уезду Казанской губернии, с 1930 года (с перерывами) относится к Рыбно-Слободскому району Татарстана.

## Экономика и инфраструктура
Полеводство, животноводство; эти виды деятельности являлись основными для жителей деревни также и в XVIII-XIX столетиях.